# رافائيل تروخيو
رافائيل ليونيداس تروخيو مولينا (Rafael Leonidas Trujillo Molina) (تلفظ بالإسبانية: /rafaˈel leˈoniðas tɾuˈxiʝo/؛ 24 من أكتوبر 1891 – 30 من مايو 1961)، ولقبه El Jefe (تلفظ بالإسبانية: /el ˈxefe/، الرئيس أو الزعيم)، وهو دكتاتور جمهورية الدومينيكان الذي تولى الحكم عام 1930 إلى أن تم اغتياله عام 1961. كما تولى الحكم كرئيس بشكل رسمي في عام 1930 وحتى عام 1938 ثم عاد وتولى الحكم مرة أخرى عام 1942 وحتى عام 1952، في حكم استثنائي غير مُنتخب كرجل عسكري قوي. وقد عُرفت السنوات الثلاثون التي قضاها في السلطة بعصر تروخيو، (بالإسبانية: La Era de Trujillo)، والتي اعتبرت إحدى الفترات الأشد ضراوة التي شهدتها الأمريكيتان، والتي عُرفت أيضًا بعصر عبادة شخصية، عندما كانت النصب التذكارية الخاصة بتروخيو منتشرة في كل مكان. وتشير التقديرات أن الحكم السلطوي الذي حكم به تروخيو قد تسبب في مقتل مايزيد عن 50000 شخص، منهم عدد يتراوح من 20000 إلى 30000 هايتيّ في مذبحة البقدونس المُشينة.
خلال فترة حكمه الطويلة، وسّعت حكومة تروخيو سياستها المتمثلة بإرهاب الدولة خارج حدود الدومينيكان. من الأمثلة الشهيرة عن تمدد أعمال تروخيو خارج الدومينيكان هي محاولة اغتيال الرئيس الفنزويلي رومولو بيتانكور الفاشلة في كاراكاس عام 1960، واختطاف الإسباني خيسوس غالنديز عام 1956 ثم اختفاؤه لاحقًا في مدينة نيويورك، واغتيال الكاتب الإسباني خوسي ألموينا في المكسيك، وجرائم أخرى ارتُكبت بحق مواطني كوبا وكوستاريكا ونيكاراغوا وبورتوريكو، بالإضافة إلى مواطني الولايات المتحدة.
كان تروخيو شخصية مثيرة للاستقطاب في جمهورية الدومينيكان، مثلما هو الحال مع الدكتاتور الإسباني فرانثيسكو فرانكو، فطول مدة حكمه يُصعّب من تقييم عهده بشكل متجرد. يعزو أنصاره إليه جلب الاستقرار والازدهار للبلاد، بينما ينتقده آخرون جراء حكمه الاستبدادي وإهماله حقوق الإنسان والحريات.

## النشأة
وُلد رافائيل ليونيداس تروخيو مولينا في 24 أكتوبر عام 1891 في سان كريستوبال بجمهورية الدومينيكان، لعائلة من الطبقة الوسطى الدُنيا. والده هو خوسيه تروخيو فالديز، ابن سلفيرا فالديز منديز من سكان الدومينيكان الأصليين وخوسيه تروخيو موناغاس، والأخير هو رقيب إسباني وصل إلى سانتو دومينغو عندما كان عضوًا في قوات الإمدادات العسكرية الإسبانية خلال فترة الإلحاق. والدة تروخيو هي ألتاغراتثيا خوليا مولينا تسيفاليير، والتي عُرفت لاحقًا باسم ماما خوليا، وهي ابنة بيدرو مولينا بينيا ذو الأصول الدومينيكانية وزوجته المدرّسة لويزا إرتثينا تسيفاليير، والتي كان والداها من الفرنسيين الذين استوطنوا هايتي. يعود جد تروخيو الأكبر من نسل والدته إلى أصول فرنسية، واسمه جوستان فيكتور تورين كاريي بليز، بينما كانت جدته الكبرى من نسل والدته، والمدعوة إليونور جولييت شيفاليير مورو، من طبقة المولاتو في هايتي. كان تروخيو الابن الثالث من بين أحد عشر طفلًا، وكان له أخٌ بالتبني يُدعى لويس رافائيل «نيني» تروخيو (وُلد 21 يناير 1935 – توفي 14 أغسطس 2005). ترعرع الشقيق لويس في منزل تروخيو مولينا.
في عام 1897، عندما كان تروخيو في السادسة من عمره، سُجل في مدرسة خوان إلياريو ميرينيو. بعد عام واحد، نُقل إلى مدرسة بروتون، حيث أصبح تلميذ إيوخينيو ماريا دي أوستوس وظلّ في المدرسة حتى أكمل تعليمه الابتدائي. في سنّ الـ 16، حصل على وظيفة مشغّل تلغراف، واستمر بالعمل لنحو 3 سنوات. بعد فترة قصيرة، لجأ تروخيو إلى عالم الجريمة، فكان يسرق قطعان الماشية ويزوّر الشيكات ويسرق مراكز البريد. أمضى تروخيو عدة شهور في السجن، لكن السجن لم يردعه، فأسس لاحقًا عصابة عنيفة من اللصوص أُطلق عليها اسم الـ 42.

## بلوغه سدة الحكم
في عام 1916، احتلت الولايات المتحدة جمهورية الدومينيكان التي كانت مهددة بالإفلاس السيادي. أسست القوات المحتلة بعد فترة قصيرة درك الجيش الدومينيكاني لفرض النظام. التحق تروخيو بالحرس الوطني في عام 1918 وتدرب لدى قوات مشاة البحرية الأمريكية. استغل تروخيو الفرصة ونال إعجاب مجنِّديه وحاز على ترقية من رتبة تلميذ ضابط إلى جنرال قائد عام خلال 9 سنوات فقط.
اندلع تمرد أو انقلاب ضد رئيس الدومينيكان هوراسيو فاسكيز في شهر فبراير عام 1930 في مدينة سانتياغو. أبرم تروخيو صفقة سرية مع قائد المتمردين رافائيل إستريا أورينيا. في هذه الصفقة، سمح تروخيو لإستريا باستلام السلطة مقابل السماح بتروخيو بالترشح للرئاسة في الانتخابات الجديدة. تزامنًا مع زحف المتمردين نحو سانتو دومينغو، أمر فاسكيز تروخيو بإخضاعهم. ادعى تروخيو بقاءه على الحياد، فاحتفظ برجاله ضمن الثكنات، وسمح لمتمردي إستريا بالاستيلاء على العاصمة بدون أي معارضة تُذكر. في الثالث من مارس، أعلن إستريا نفسه رئيسًا، ووافق تروخيو بصفته زعيم الشرطة والجيش. فيما يخص اتفاقيتهما، أصبح تروخيو المرشح الرئاسي عن التحالف الوطني للمواطنين، وكان إستريا نائبه. أصبح المرشحون الآخرون هدفًا لمضايقات الجيش. عندما بدا واضحًا أن الجيش سيسمح فقط لتروخيو بالترشح للرئاسة بدون معوقات، انسحب المرشحون الآخرون. في نهاية المطاف، فازت بطاقة تروخيو وإستريا بنسبة غير قابلة للتصديق، وصلت إلى 99% من الأصوات. في رسالة إلى وزارة الخارجية الأمريكية، كتب السفير الأمريكي تشارلز بويد كورتيس أن تروخيو حاز على عدد من الأصوات يفوق عدد المقترعين الحقيقيين.

## وصلات خارجية
- رافائيل تروخيو على موقع IMDb (الإنجليزية)
- رافائيل تروخيو على موقع الموسوعة البريطانية (الإنجليزية)
- رافائيل تروخيو على موقع مونزينجر (الألمانية)
- رافائيل تروخيو على موقع إن إن دي بي (الإنجليزية)
- رافائيل تروخيو على موقع قاعدة بيانات الفيلم (الإنجليزية)
- الفيلم القصير مقابلة مع الجنرال رافائيل تروخيو (1961) متوفر للتحميل من موقع أرشيف الإنترنت [المزيد]